# Phil Rogers
Phil Rogers kan syfta på:
- Phil Rogers (potter) (1951–2020), walesisk keramiker
- Philip Timo Rogers (född 1965), brittisk företagsledare, koncernchef för Embracer Group
- Phil Rogers (född 1971), australisk simmare och olympisk medaljör